# Skolavslutning

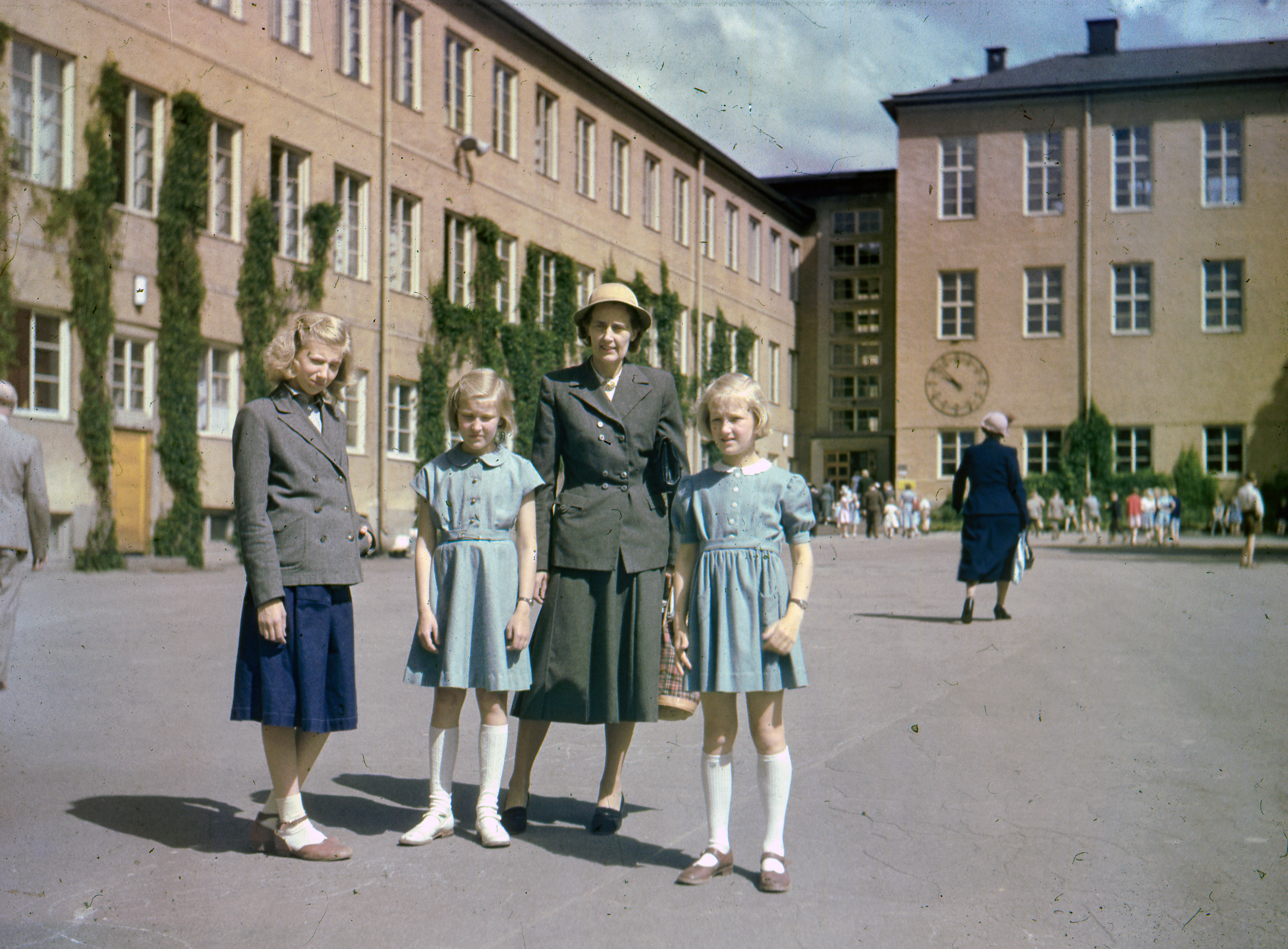
Skolavslutning i Ålstens folkskola i Ålsten, juni 1953.

Skolavslutning är en högtidlighet som avslutar en studieperiod i en skola. Termen syftar oftast på skolårets avslutning. Skolavslutningar kan hållas i en kyrka, i skolans egna lokaler eller på annan plats.

## Skolavslutning i Sverige

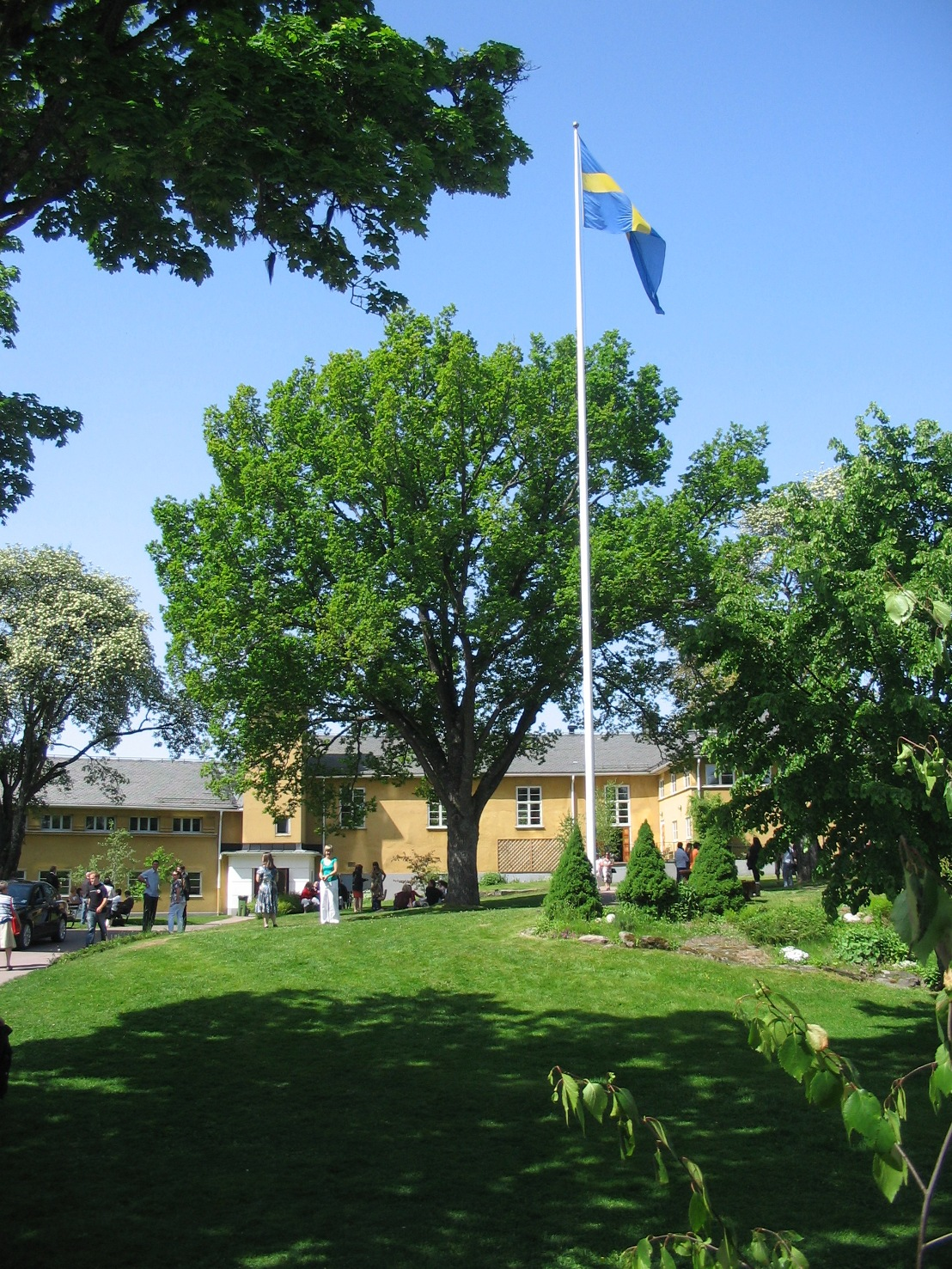
Skolavslutning i Molkoms folkhögskola, maj 2008.

Skolavslutningen, i början eller mitten av juni för grundskolan och gymnasieskolan, sätter punkt för skolåret i Sverige innan sommarlovet tar vid. Då eleverna kommer tillbaka till skolan efter sommarlovet har de börjat en ny årskurs. Då man går ur den obligatoriska grundskolans nionde och sista årskurs är den obligatoriska skolan i Sverige över och gymnasieskolan börjar. Gymnasieskolan är oftast treårig i Sverige, och sista avslutningen kallas ofta studenten, löst baserat på studentexamen som hölls före 1968.
Terminsavslutningen inför jullovet i mitten av december kallas i Sverige ofta julavslutning. Julavslutningar hålls ofta i klassrum eller andra skollokaler och mer sällan i kyrkan. En undersökning som radioprogrammet Människor och tro  i SR P1 har utfört år 2012 tillsammans med Ekot påvisar att 25 procent av skolorna i Sverige har julavslutning i kyrka och 20 procent har en religiös ledare närvarande, baserat på enkätsvar från 800 tillfrågade skolor.

### Skolavslutningar i kyrkobyggnader
I Sverige hålls skolavslutningar ofta i en kyrkobyggnad, främst tillhörande Svenska kyrkan. År 2013 tillfrågades 2 000 rektorer i grundskolan om var skolan håller skolavslutning. Av 720 svarande framkom att över 50 procent håller till i kyrkan på skolavslutningen. Enligt svaren är det vanligast på landsbygden och bland skolor där en majoritet av eleverna har svenska som modersmål. "Tradition" är enligt svaren det vanligaste skälet till att hålla avslutningen i kyrkan. Även innan svenska staten och Svenska kyrkan skiljdes åt den 1 januari 2000, förekom avslutningar i Svenska Missionsförbundets, Svenska Baptistsamfundets och den svenska pingströrelsens lokaler.
Under 2000-talets första decennium har en debatt uppstått om dels var och dels hur skolavslutningar ska hållas. En minoritet har riktat kritik mot skolavslutningar i kyrkobyggnader och mot skolavslutningar med religiösa inslag. Kritiken bygger på argument som att Sverige har religionsfrihet.
Enligt den föreskrift Skolinspektionen gett ut är skolavslutning tillåten i kyrkor. I ett beslut friades en skola eftersom det var valfritt att delta i skolavslutningen i kyrkan, det inte funnits något tvång för elever att tillkännage sin religion och det ansågs vara enstaka inslag i verksamheten som inte kunde sägas ge tillräckligt uttryck för skolans ståndpunkt. I beslutet nämns även att "en skola [som] väljer att ha skolavslutningen i kyrkan [riskerar] att vissa elever utestängs från gemenskapen vid ett tillfälle som av alla elever uppfattas som viktigt och betydelsefullt" och en uppmaning från Skolinspektionen till skolor att anpassa avslutningen så att alla elever kan känna att de kan delta och att eleverna inte utsätts för vare sig den ena eller andra åskådningen. Att skolorna noga bör överväga om det är lämpligt att hålla avslutningarna i kyrkan.
Statistik från SOM-institutet 2016 i analys av Högskolan i Borås visar att frågan om ett förbud mot skolavslutningar i kyrkan främst drivs på av myndigheter och politiker, detta trots att 78 procent av undersökningens svarande ville ha kvar möjligheten att fira skolavslutning i kyrkan. Analysen visar också att påståendet att det är muslimer som vill förbjuda skolavslutningar i kyrkan är felaktigt.
En av tjugo tycker att det är ett bra förslag att förbjuda skolavslutningar i kyrkan (2013).

### Skolavslutningar med religiösa inslag
Enligt den föreskrift Skolinspektionen gett ut bör tonvikten, om en skolavslutning hålls i kyrkobyggnader, ligga på den gemensamma samvaron, traditioner och högtidlighet. Enligt Skolverket ska det inte förekomma några religiösa inslag såsom bön, välsignelse eller trosbekännelse. Traditionstyngda psalmer som i huvudsak betonar sommartiden kan accepteras, som exempelvis "Den blomstertid nu kommer". Som ett icke-religiöst alternativ brukar "Idas sommarvisa" användas vid skolavslutningar. Gränsen för när en skolavslutning är ett uttryck för religionsutövning måste enligt Skolinspektionen bedömas från fall till fall.

### Fotnoter
1. ↑  ”Var sjätte skola har övergett avslutning i kyrkan”. Kyrkans Tidning. 7 december 2012. http://www.kyrkanstidning.se/inrikes/var-sjatte-skola-har-overgett-avslutning-i-kyrkan. Läst 30 oktober 2013.
2. 1 2 3 4  ”Skolavslutning i kyrkan en stark tradition visar stor KT-enkät”. Kyrkans Tidning. 5 juni 2013. http://www.kyrkanstidning.se/inrikes/skolavslutning-i-kyrkan-en-stark-tradition-visar-stor-kt-enkat. Läst 30 oktober 2013.
3. ↑  Buenafe Mistén (14 juni 2011). ”Skolan ska inte påtvinga politiska åsikter”. Kristianstadsbladet. http://www.kristianstadsbladet.se/debatt/skolan-ska-inte-patvinga-politiska-asikter/. Läst 9 april 2016.
4. 1 2  ”Skolavslutningar”. www.skolinspektionen.se. Arkiverad från originalet den 10 april 2016. https://web.archive.org/web/20160410012706/http://www.skolinspektionen.se/sv/Rad-och-vagledning/Stallningstaganden/Skolavslutningar/. Läst 3 april 2016.
5. ↑  ”Skolavslutning i kyrkan redan i sommar”. SvD.se. http://www.svd.se/skolavslutning-i-kyrkan-redan-i-sommar. Läst 3 april 2016.
6. 1 2 3  ”Anmälan angående skolanvslutning i kyrkan vid Nya Lundenskolan i stadsdelen Örgryte, Göteborgs kommun”. Arkiverad från originalet den 17 april 2016. https://web.archive.org/web/20160417100548/https://www.skolinspektionen.se/globalassets/0-si/06-nyheter/beslut-skolavslutning.pdf. Läst 3 april 2016., skolinspektionen.se, 25 maj 2010.
7. 1 2 3  Anna Kjellsson. "Skolavslutning i kyrkan stark tradition bland svenska folket", Högskolan i Borås, 8 juni 2017. Åtkomst den 11 juni 2017. Arkiverad 11 juni 2017 hämtat från the Wayback Machine.
8. ↑  Henrik Ekengren Oscarsson. "Väljare är inga dumbommar Arkiverad 8 februari 2016 hämtat från the Wayback Machine.", henrikoscarsson.com, 10 december 2013. Åtkomst den 23 september 2015
9. ↑  "Skolan och kyrkan Arkiverad 2 juli 2017 hämtat från the Wayback Machine.", skolverket.se. Åtkomst den 11 juni 2017.
10. ↑  Anna J. Evertsson (2001). ”"Du ska inte tro det blir sommar" utan "Den blomstertid nu kommer"”. Religionsvetenskaplig Internettidskrift. Arkiverad från originalet den 17 juni 2009. https://web.archive.org/web/20090617054150/http://www.teol.lu.se/rit/pdf/1/evertsson.pdf. Läst 16 december 2008. Arkiverad 17 juni 2009 hämtat från the Wayback Machine.